# Adolphe Cochery

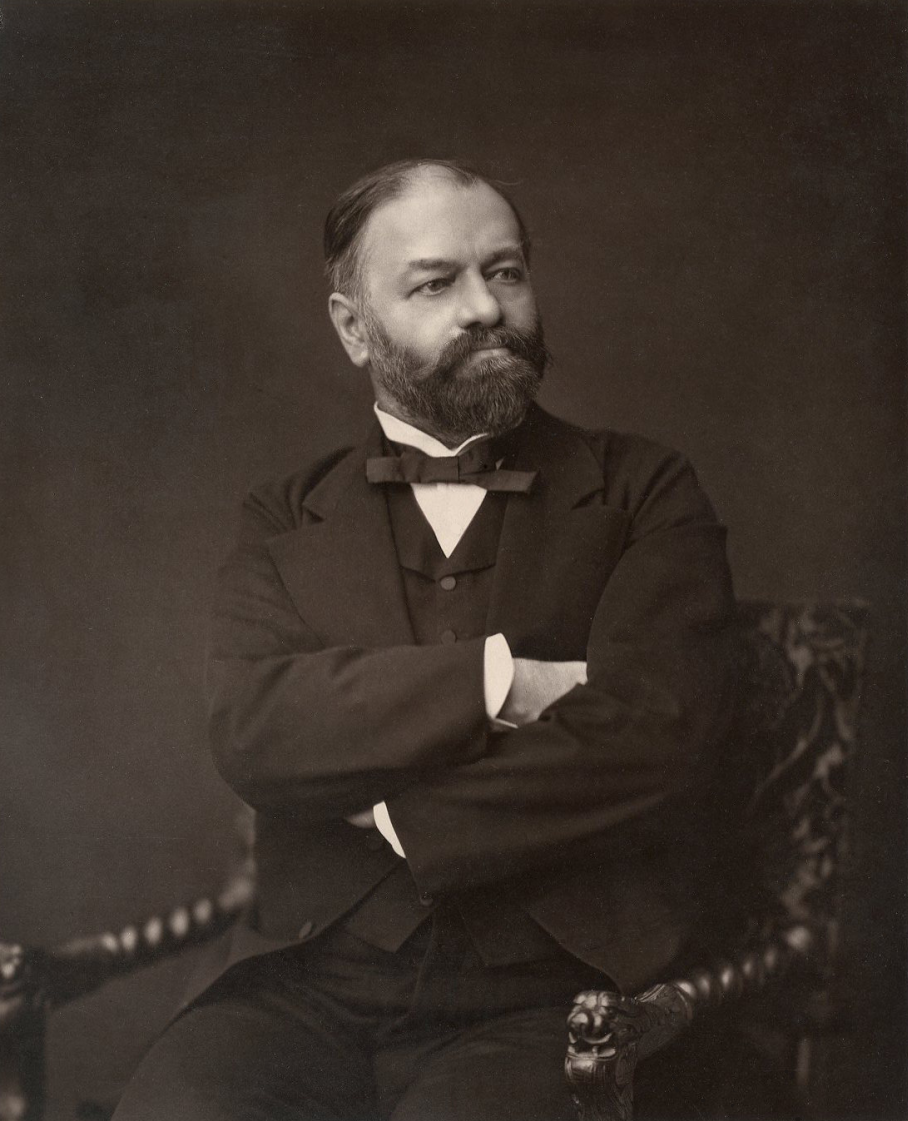
Adolphe Cochery.

Louis Adolphe Cochery, född 26 augusti 1819, död 13 oktober 1900, var en fransk politiker. Adolphe Cochery var far till Georges Cochery.
Cochery var advokat och journalist, och tillhörde oppositionen under andra kejsardömet. Han blev deputerad 1869, och följde Adolphe Thiers till Versailles för underhandlingar om vapenstillestånd 1871. 1879-1885 var han post- och telegrafminister i olika ministärer och blev senator 1888.